# Radical 169
Radical 169 (U+2FA8)
Mén est la transcription en hanyu pinyin du caractère chinois simplifié 门 ou du caractère traditionnel 門, et signifie porte.
On retrouve ce sinogramme dans Tiān'ānmén (sinogrammes simplifiés : 天安门广场 ; sinogrammes traditionnels : 天安門廣場 ; hanyu pinyin : Tiān'ānmén Guǎngchǎng, littéralement Place de la porte de la Paix Céleste), une place de Pékin.
Le caractère Unicode de 門 est 9580.